# Mystic Man
Albums par Peter Tosh
Bush Doctor
(1978) Wanted: Dread and Alive
(1981)
Mystic Man est un album de Peter Tosh paru en 1979. Il s'agit de son second album à être réalisé sur le label des Rolling Stones, Rolling Stones Records.

## Liste des chansons
1. Mystic Man
2. Recruting Soldiers
3. Can't You See
4. Jah Say No
5. Fight On
6. Buk-In-Hamm Palace
7. The Day the Dollar Die
8. Crystal Ball
9. Rumors of War

- Réédité en 2002 avec les bonus tracks suivants :

1. Buk-in-hamm Palace (12")
2. Mystic Man (Version longue)
3. Fight On (instrumental)
4. Recruiting Soldiers (version)
5. Dubbing Buk-in-hamm